# Хентій
Хентій (раніше Хентейський аймак; монг. Хэнтий аймаг) — аймак в Монголії.

## Загальні відомості

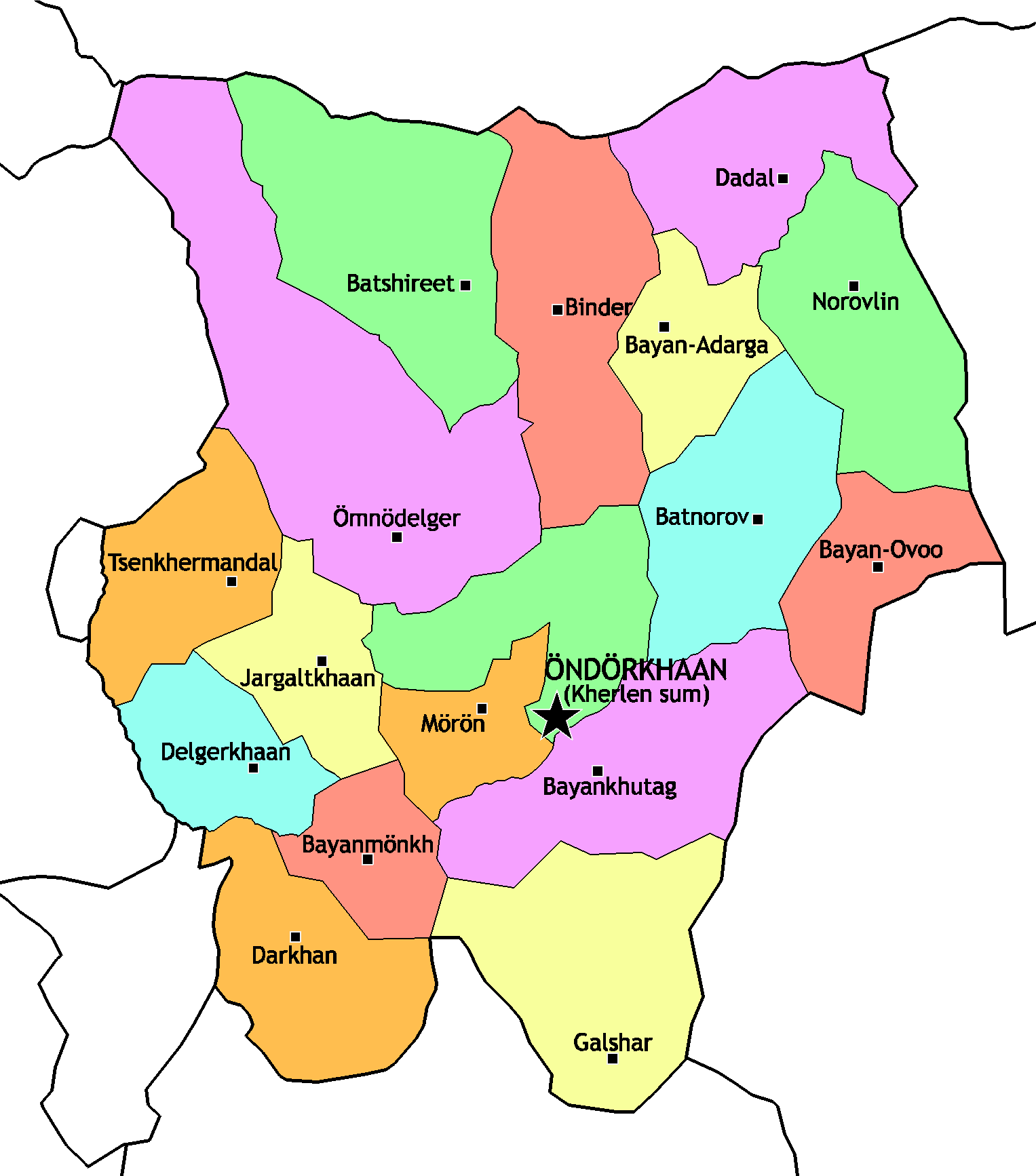
Сомоні аймака Хентій

Хентій був утворений в 1930 році. Площа аймака становить 80325 км². Чисельність населення — 65 335 осіб (на кінець 2010 року). Щільність населення — 0,81 чол./км². Адміністративний центр — місто Ундерхаан. Аймак підрозділяється на 17 сомонів. На північному сході Хентія розміщений національний парк Онон-Балжі.

## Географія
Хентій розташований у північно-східній частині Монголії. Його північною межею є також державний кордон між Росією і Монголією. На заході від нього лежить Тува, на південному заході — Говь-Сумбер, на півдні — Дорноговь, на південному сході — Сухе-Батор (аймак), на сході — Дорнод. На західному кордоні Хентея розташований також анклав з містом Багануур, адміністративно підлеглий столиці країни, Улан-Батору, де міститься великий Багануурський вугільний розріз, що поставляє енергетичне вугілля для Улан-Баторської ТЕЦ-3 і Улан-Баторської ТЕЦ-4.
На північному заході аймака розташовані східні відроги Хентейських гір. Тут розташована священна гора Бурхан Халдун, околиці якої є як передбачуваним місцем народження, так і місцем поховання Чингісхана. Звідси, північніше Бурхан-Халдуна бере витік річка Онон. Тут також — тільки вже південніше священної гори — починається річка Керулен, що перетинає потім весь аймак із заходу на схід. На південь і схід від Хентейських гір простягаються степи.

## Адміністративний поділ
| №п/п | сомон        | 'Монгольська назва | Територія | Населення | Центр         | Населення адміністративного центру |
| 1    | Батноров     | Батноров           | 4,9       | 3,2       | Дунд бурд     |                                    |
| 2    | Батширеет    | Батширээт          | 7,38      | 2,7       | Ег            |                                    |
| 3    | Баян адарга  | Баян адарга        | 2,9       | 2,5       | Баян Дуурлиг  |                                    |
| 4    | Баян овоо    | Баян-Овоо          | 3,381     | 2,3       | Жавхлант      |                                    |
| 5    | Баянмунх     | Баянмөнх           | 2,5       | 1,8       | Улаан Єрег    |                                    |
| 6    | Баянхутаг    | Баянхутаг          | 6,0       | 2,4       | Баян          |                                    |
| 7    | Биндер       | Биндер             | 5,9       | 4,2       | Онон          |                                    |
| 8    | Галшар       | Галшар             | 6,6       | 2,9       | Буянт         |                                    |
| 9    | Дадал        | Дадал              | 4,7       | 2,8       | Баян овоо     |                                    |
| 10   | Дархан       | Дархан             | 4,454     | 2,4       | Дархан        |                                    |
| 11   | Делгерхаан   | Дэлгэрхаан         | 3,958     | 3,15      | Цагаандевсег  |                                    |
| 12   | Жаргалтхан   | Жаргалтхан         | 2,8       | 2,2       | Жаргалт       |                                    |
| 13   | Мурен        | Мөрөн              | 2,196     | 2,4       | Мурен         |                                    |
| 14   | Норовлин     | Норовлин           | 5,4       | 2,9       | Улз           |                                    |
| 15   | Олзийт       | Олзийт             | 2,4       | 2,0       |               |                                    |
| 16   | Умнуделгер   | Умнудэлгэр         | 8,9       | 3,8       | Айргийн енгер |                                    |
| 17   | Херлен       | Хэрлэн             | 3,8       | 18        | Херлен        |                                    |
| 18   | Ценхермандал | Цэнхэрмандал       | 3,177     | 1,75      | Модот         |                                    |